# Peugeot Typ 27

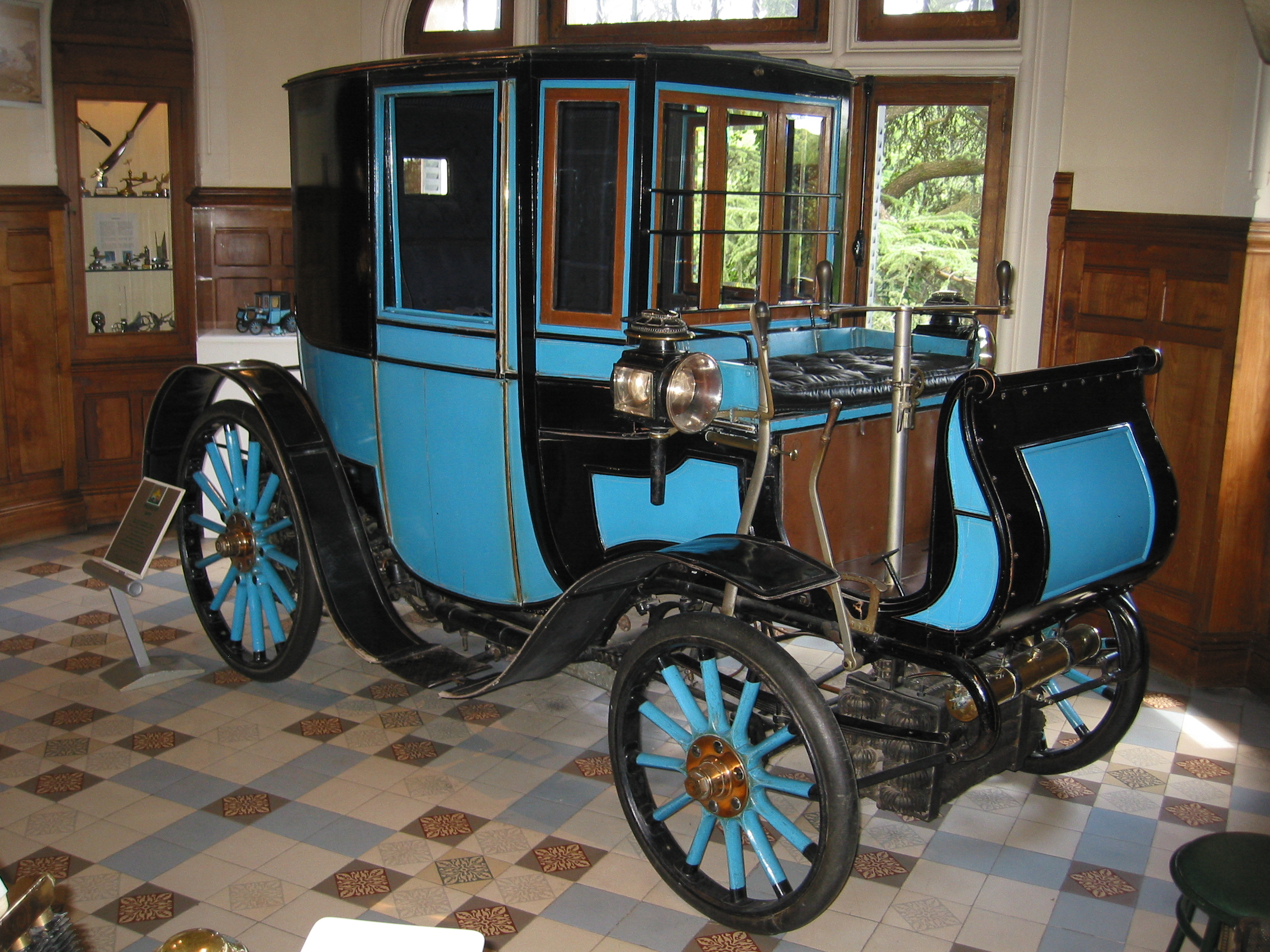
Peugeot Typ 27 von 1899

Der Peugeot Typ 27 ist ein frühes Automodell des französischen Automobilherstellers Peugeot, von dem von 1899 bis 1902 im Werk Audincourt 29 Exemplare produziert wurden.
Die Fahrzeuge besaßen einen Zweizylinder-Viertaktmotor eigener Fertigung, der im Heck liegend über eine Kette die Hinterräder antrieb. Der Motor leistete zwischen 7 und 8 PS.
Bei einem Radstand von 205 cm betrug die Fahrzeuglänge 310 cm und die Fahrzeughöhe 190 cm. Die Karosserieform Landaulet bot Platz für drei Personen.